# 安徽大学
安徽大学（あんきだいがく、中国語ピンイン：Ānhuī dàxué、英語：Anhui University）は、中華人民共和国安徽省合肥市蜀山区九龍路１１１号に本部を置く省所管の公立大学。２１世紀に向けて国が重点支援するプロジェクト「２１１工程」の指定校。

## 歴史
1928年、当時安徽省の省都であった安慶に安徽大学が設立された。
何度か場所を変えたのち、1956年に合肥に移転した。
創立以来、32万人以上の優秀な卒業生を育成している。

## 教育環境
4区1園の面積は3200亩以上、建築面積は127万平方メートル、教育・研究設備は12億8100万元以上、蔵書は380万冊以上ある。高等教育人材育成レベルのシステムが完備されており、28校、87学部専攻（うち38専攻が国家一流学部専攻建設点）である。 学部の総専攻数は、中国の地方大学では同率1位。
148の修士課程、17の専門修士課程、および48の博士課程で構成されている。
世界中の104の姉妹大学/教育機関を持っており、 様々な研究機関と共同で「韓国語研修センター」、「英語センター」、「日本語教育センター」、「セント·トーマス教育大学」、「ラテンアメリカ文化研究センター」を設立した。
省内初の思想政治研究センターが建設され、国家知能社会ガバナンス実験基地（特別教育基地）に選ばれたほか、学部生が25303名、博士・修士課程の学生が10509名所属している。近年、学部生の平均進学率は35％以上を維持し、学部生と大学院生が省・大臣レベルのコンテストで2,200以上の賞を獲得し、中国の「双一流」大学の中で63位にランクインしている。

## 研究
科学、工学、文学、歴史、哲学、経済、法律、経営、教育、芸術など10大分野を網羅し、国家重点2分野、省重点25分野を有し、物質科学、化学、工学、コンピュータ科学、数学など5分野がESI上位1％にランクイン（4分野が上位5％）。 人材強化の戦略を堅持し、大学には3,100人以上の教職員を揃えており、そのうち2,167人が専任教員、1,018人が準職員以上の専門技術職、4人が複任の研究者、全国優秀青年科学基金などの23人の国家人材である。
「双一流」プログラムの開始以来、94の国家・省レベルの研究賞を受賞している。 自然指標では中国59位、材料科学と工学の一流分野の年間発展指標評価では中国2位、北京外国語大学は中国の大学のグローバルインパクト指標を発表し、安徽大学は54位、ソフト科学の「双一流」大学教育力ランキングでは69位にランキングされた。
人文社会科学の分野においても明らかな優位性を持ち、過去3年間の国家社会科学基金会の主要プロジェクトと国家社会科学基金会の中国学術外国語翻訳プロジェクトの認可数は連続して省内1位であり、そのうち2021年には国家社会科学基金会の年次プロジェクトと青年プロジェクト30件が認可され、総件数は全国26位である。教育部の言語・文章振興国家基地の受賞、教育部の人文・社会科学分野の一等賞5件の受賞、教育部の新教養研究・改革実践プロジェクトの2件の採択など、高い研究能力が評価されている。また、清華大学や北京大学など12機関とともに、「古代文字・中国文明遺産発展プロジェクト」の共同研究・イノベーションプラットフォームの1つに選出されている。 